# Luiz Bombonato Goulart
Luiz Carlos Bombonato Goulart (Rubinéia, 14 november 1975) is een voormalig Braziliaans profvoetballer, beter bekend onder zijn spelersnaam Luizão.

## Biografie

### Clubloopbaan
Luizão begon zijn carrière in 1992 bij Guarani. In 1993 speelde hij kort voor Paraná, waarmee hij het Campeonato Paranaense won. Na een terugkeer bij Guarani ging hij in 1996 voor het grote Palmeiras spelen, waarmee hij het Campeonato Paulista won. Na een kort avontuur bij het Spaanse Deportivo La Coruña speelde hij in 1998 voor Vasco da Gama en won er het Campeonato Carioca en de CONMEBOL Libertadores. Van 1999 tot 2001 speelde hij voor Corinthians en won hiermee de landstitel, de eerste editie van het FIFA-wereldkampioenschap voor clubs, het Campeonato Paulista, het Torneio Rio-São Paulo en de Copa do Brasil. In 2002 trok hij naar het Duitse Hertha BSC en speelde hier twee jaar alvorens terug te keren naar Brazilië waarmee hij in 2005 voor São Paulo de staatstitel en opnieuw de CONMEBOL Libertadores won. Zijn laatste titel won hij in 2006 voor Flamengo, de Copa do Brasil.

### Interlandloopbaan
Luizão debuteerde in 2000 in het Braziliaans nationaal elftal en speelde 11 interlands, waarin hij 3 keer scoorde. Hij speelde twee wedstrijden op het WK 2002, dat de Brazilianen wonnen.

## Erelijst
Paraná
- Campeonato Paranaense: 1993

 Palmeiras
- Campeonato Paulista: 1996

 Vasco da Gama
- Campeonato Carioca: 1998
- CONMEBOL Libertadores: 1998

 Corinthians
- Campeonato Brasileiro Série A: 1999
- Campeonato Paulista: 1999, 2001
- Torneio Rio-São Paulo: 1999
- FIFA Club World Championship: 2000

 São Paulo
- Campeonato Paulista: 2005
- CONMEBOL Libertadores: 2005

 Flamengo
- Copa do Brasil: 2006

 Brazilië
- FIFA-wereldkampioenschap voetbal: 2002

Individueel
- Bola de Prata (Braziliaanse Zilveren Bal): 1994
- Topscorer Copa do Brasil: 1996, 1998
- Topscorer CONMEBOL Libertadores: 2000

1 Dida ·
2 Zé Maria ·
3 Aldair ·
4 Ronaldo Guiaro ·
5 Flávio Conceição ·
6 Roberto Carlos ·
7 Bebeto  ·
8 Amaral ·
9 Juninho Paulista ·
10 Rivaldo ·
11 Sávio ·
12 Danrlei ·
13 Narciso ·
14 André Luiz ·
15 Zé Elias ·
16 Marcelinho ·
17 Luizão ·
18 Ronaldo ·
Coach: Zagallo
1 Marcos ·
2 Cafú  ·
3 Lúcio ·
4 Roque Júnior ·
5 Edmílson ·
6 Roberto Carlos ·
7 Ricardinho ·
8 Gilberto Silva ·
9 Ronaldo ·
10 Rivaldo ·
11 Ronaldinho ·
12 Dida ·
13 Belletti ·
14 Ânderson Polga ·
15 Kléberson ·
16 Júnior ·
17 Denílson ·
18 Vampeta ·
19 Juninho Paulista ·
20 Edílson ·
21 Luizão ·
22 Rogério Ceni ·
23 Kaká ·
Coach: Scolari